# Братья Сафроновы
Бра́тья Сафро́новы — трио родных братьев, иллюзионистов, актёров и ведущих, в которое входят: Илья Владимирович Сафронов (род. 12 апреля 1977), Сергей Владимирович Сафронов и Андрей Владимирович Сафронов (оба родились 30 сентября 1982). Родились и выросли в Москве. Получили известность благодаря проекту «Битва экстрасенсов» и иллюзионному шоу.

## Биографии

### Илья Владимирович Сафронов
Родился 12 апреля 1977 года. В 2001 году окончил Щепкинское театральное училище (курс Владимира Сафронова), имел опыт работы в рекламе. В 22 года увидел шоу Копперфильда. В группе занимает должности режиссёра и исполнителя. Не женат.

### Сергей Владимирович Сафронов
Родился 30 сентября 1982 года. 7 лет работал в театре «Современник» в должности актёра. Имел опыт работы в рекламе. В школе участвовал в детских театральных постановках. Снимался в «Ералаше» (сюжет «Знакомство») и в «Фитиле» (сюжет «Новые времена» 1993). В детстве мечтал стать волшебником. Окончил училище циркового и эстрадного искусства.
В группе занимает должности сценариста и исполнителя.
С женой Марией познакомился на съемках в шоу «Чудо-люди» на НТВ, в 2011 году поженились. Есть дочь Алина и сын Владимир. В 2016 году развелись.
В 2013 году участвовал в ходе реалити-шоу «Остров» на НТВ, в котором одержал победу, получив 12 миллионов рублей.
В 2018 году женился на ассистентке из своей команды. 5 сентября 2018 года у него родилась дочь.

### Андрей Владимирович Сафронов
Родился 30 сентября 1982 года. 7 лет работал в театре Н. С. Бондарчук в должности актёра. Имел опыт работы в рекламе. В школе участвовал в детских театральных постановках. В 14 лет выиграл в передаче «Сам себе режиссёр» главный приз года — автомобиль. Окончил училище циркового и эстрадного искусства.

## История возникновения шоу
Братья Сафроновы имеют актёрское и режиссёрское образования. Как иллюзионисты работают с 2002 года. Впервые их творчество открыл для всей страны ведущий программы «Что? Где? Когда?» Борис Крюк. Далее в эфире Первого канала прошёл цикл передач с их участием.
19 октября 2002 года Сафроновы участвовали в концерте UDO (Accept) и Доро (Warlock) на международном рок-фестивале в Лужниках.
Вместе с Александром Цекало разрабатывали трюки для мюзикла «12 стульев».
В Московском дворце молодёжи иллюзионисты организовали неожиданное появление Светланы Сургановой на её концерте, посвящённом новому альбому «Корабли».
В том же году возникла постоянная рубрика в еженедельной программе «Очевидец» с Иваном Усачёвым, в которой братья Сафроновы в течение года демонстрировали свои трюки прохожим на улицах Москвы.
На телеканале «М1» у братьев Сафроновых была рубрика «Школа волшебства», где они обучали телезрителей самым простым и эффектным фокусам.
Совместно с Александром Цекало разрабатывали иллюзионные трюки для ежегодной церемонии награждения в области музыки «Серебряная калоша». В этом же году Сафроновы были приглашены для вручения награды на ежегодную церемонию «Gameland Award 2005» (MTV Россия).
В 2005 году к братьям Сафроновым обратилось «Русское радио» за помощью в подготовке и исполнении иллюзионных трюков для 10-й юбилейной премии «Золотой граммофон», которая проходила в московском Кремле.
В 2006 году братья Сафроновы сопровождали своими номерами ряд музыкальных концертов: петербургский концерт «Сурганова и оркестр», первый сольный рок-концерт Александра Пушного, концерт Сергея Шнурова, группы «Ленинград», и других.
В 2007 году братья Сафроновы были приглашены соведущими Михаила Пореченкова в реалити-шоу «Битва экстрасенсов» на ТНТ.
В январе 2009 года стартовал телевизионный проект братьев Сафроновых — 17-серийный фильм о магии и иллюзии «Чудо-люди», где они демонстрировали свои способности людям на улицах разных городов России.
В 2011 году совместно с братьями Запашными выступили на сцене МСА «Лужники» с шоу «Легенда».
С 2012 года на Первом канале вели рубрику в программе Ивана Охлобыстина «Первый класс», где раскрывают секреты некоторых фокусов.
Создали иллюзионное шоу «Чудесариум», с которым дали 24 концерта в Москве за 10 дней, после чего посетили различные города в России, на Украине, в Казахстане и Белоруссии.
В 2012 году на украинском канале «Новый Канал» транслировалось авторское иллюзионное телешоу «Украина чудес» длительностью в 10 серий.
В 2013 году представили шоу «Телепорт», с которым дали 38 концертов в Москве.
В 2015 году братья Сафроновы выпустили телевизионное шоу «Империя иллюзий» разработанное для телеканала СТС.
В 2015 году участвовали в шоу «Парк» на Первом канале, где показали самые известные трюки Гарри Гудини.
В 2025 году братья Сафроновы получили премию Мерлина за шоу «M.A.R.S. Притяжение». Иллюзионное шоу признано лучшим в мире в 2025 году.